# 永州市
永州市（えいしゅう-し）は、中華人民共和国湖南省に位置する地級市。

## 地理
湘江と瀟水の合流地点に位置する。湖南省最南部を占め、広東省・広西チワン族自治区と境を接する。
古くより湖南と広西とを結ぶ交通の要所で、チワン族など南西の異民族・少数民族に対する軍事拠点として重視された。

## 歴史
永州が史書に初めて登場するのは『史記』五帝本紀の「舜南巡狩、崩于蒼梧之野、葬于江南九疑、是為零陵」という記事にある、舜が葬られたという零陵である。秦代は舜を顕彰し零陵県が設置された。隋代に州制が施行された際に零陵郡南西部の永山にちなみ永州総管府が設置され、以降永州の名称が現在まで使用されている。
中華人民共和国が成立すると1949年10月に永州専区が設置され、その後の行政改編を受けて1995年11月21日に地級市として永州市が成立し現在に至っている。

## 行政区画
2市轄区・1県級市・7県・1自治県を管轄する。
- 市轄区：
  - 冷水灘区・零陵区
- 県級市：
  - 祁陽市
- 県：
  - 東安県・双牌県・道県・江永県・寧遠県・新田県・藍山県
- 自治県：
  - 江華ヤオ族自治県

| 永州市の地図                                                                           |
| -------------------------------------------------------------------------------------- |
| 零陵区 冷水灘区 祁陽市 東安県 双牌県 道県 江永県 寧遠県 藍山県 新田県 江華ヤオ族自治県 |

### 年表
この節の出典

#### 永州専区(1949年-1950年)
- 1949年10月1日 - 中華人民共和国湖南省永州専区が成立。零陵県・東安県・祁陽県・新田県・寧遠県・江華県・道県・永明県が発足。(8県)
- 1950年8月29日 - 永州専区が零陵専区に改称。

#### 零陵専区(1950年-1952年)
- 1951年8月11日 - 零陵県の一部が広西省桂林専区全県に編入。(8県)
- 1952年2月16日 - 祁陽県の一部が分立し、祁東県が発足。(9県)
- 1952年6月17日 - 道県・零陵県の各一部が広西省桂林専区全県に編入。(9県)
- 1952年11月13日 - 零陵県・東安県・祁陽県・新田県・寧遠県・江華県・道県・永明県・祁東県が湘南行政区に編入。

#### 零陵地区(1962年-1995年)
- 1962年10月30日 - 衡陽専区寧遠県・江永県・道県・零陵県・東安県・江華ヤオ族自治県、郴州専区新田県・藍山県を編入。零陵専区が成立。(7県1自治県)
- 1964年5月14日 - 零陵県・道県・寧遠県の各一部が合併し、瀟水林区管理局が発足。(7県1自治県1管理局)
- 1969年12月16日 - 瀟水林区管理局が県制施行し、双牌県となる。(8県1自治県)
- 1970年 - 零陵専区が零陵地区に改称。(8県1自治県)
- 1982年1月23日 - 零陵県の一部が分立し、永州市が発足。(1市8県1自治県)
- 1983年2月8日 - 衡陽地区祁陽県を編入。(1市9県1自治県)
- 1984年6月22日 (2市8県1自治県)
  - 零陵県の一部が分立し、冷水灘市が発足。
  - 零陵県の残部が永州市に編入。
- 1988年12月27日 - 江永県の一部が江華ヤオ族自治県に編入。(2市8県1自治県)
- 1995年11月21日 - 零陵地区が地級市の永州市に昇格。

#### 永州市
- 1995年11月21日 - 零陵地区が地級市の永州市に昇格。(2区8県1自治県)
  - 永州市が区制施行し、芝山区となる。
  - 冷水灘市が区制施行し、冷水灘区となる。
- 2005年6月15日 - 芝山区が零陵区に改称。(2区8県1自治県)
- 2021年2月20日 - 祁陽県が市制施行し、祁陽市となる。(2区1市7県1自治県)

## 交通
- 永州零陵空港
- 湘桂線（湖南省衡陽市 - 崇左市憑祥市友誼関）
- 洛湛線（河南省洛陽市 - 広東省湛江市）

## 事件
2007年、春節の帰省シーズンを前に、バス会社「安達運輸公司」がバス料金を6元から10-15元に大幅な値上げを実施した。
値上げに反対した市民は3月9日に抗議活動を実施、しかし3月10日に安達運輸側が市民側を脅迫するなどしたため抗議運動が激化、一部は暴徒化しバスへの放火などエスカレートした。警官隊1000人が出動し鎮圧を図るが、暴動は市民と警察の衝突へと発展、暴動参加者は2万人へ達し、パトカーへの放火、警察署の窓ガラスの破損などの被害が発生した。3月12日までに暴動は鎮圧されたが、この事件により市民1人が死亡、十数名が負傷した。
安達客運は値上げ撤回したが営業停止処分を受けている。零陵区政府はこの事件を「310」「311」事件と称している。